# 阿卡劳河畔圣安娜
阿卡劳河畔圣安娜是巴西塞阿拉州的一个市镇。总面积969.323平方公里，总人口28523人，人口密度29.4人/平方公里。